# Volker Klimpel
Volker Klimpel (* 27. Dezember 1941 in Weimar) ist ein deutscher Chirurg und Medizinhistoriker.

## Leben
Klimpel studierte an der Karl-Marx-Universität Leipzig und der Medizinischen Akademie Erfurt Medizin. In Erfurt wurde er 1967 approbiert und 1969 mit einer Doktorarbeit bei Eberhard Hasche (1920–1973) zum Dr. med. promoviert. Die chirurgische Ausbildung erhielt er bei Gerhard Hasse (1925–2001) in Eisenach und Werner Usbeck (1920–2007) in Erfurt. 1972 erwarb er den Facharzttitel für Chirurgie. Nach Tätigkeiten in verschiedenen chirurgischen Kliniken und Polikliniken arbeitete er von 1984 bis 1987 unter Horst Rudolf Abe (1927–2006) an der Abteilung für Geschichte der Medizin der Medizinischen Akademie Erfurt. 1990 habilitierte er sich als Externer bei Günter Heidel (1942–2013) an der Medizinischen Akademie Carl Gustav Carus für Geschichte der Medizin. Heidel war seit 1987 erster Inhaber des Lehrstuhls für Geschichte der Medizin an der Medizinischen Akademie „Carl Gustav Carus“ Dresden. Nach der Deutschen Wiedervereinigung verdingte sich Klimpel von 1991 bis 2005 als Fachgutachter beim Medizinischen Dienst der Krankenversicherung Sachsens. Seine Arbeitsgebiete sind Geschichte der Chirurgie (unter anderem zu dem Thema Frauen in der Chirurgie), Literatur und Medizin, Lokal- und Personalgeschichte und Lexikographie. Volker Klimpel ist seit 2008 Mitautor beim Biographischen Lexikon zur Pflegegeschichte Who is who in nursing history (Horst-Peter Wolff mit Nachfolge Hubert Kolling als Herausgeber) und erstellte hier zahlreiche Biografien sowohl von für die Pflege relevanten Medizinern als auch von Pflegepersonen. 

## Veröffentlichungen (Auswahl)
- Dresdner Ärzte. Hellerau, Dresden 1998.
- Schriftsteller-Ärzte. Pressler, Hürtgenwald 1999.
- Frauen der Medizin. Pressler, Hürtgenwald 2001.
- Berühmte Dresdner. Hellerau, Dresden 2002.
- Politiker-Ärzte. Pressler, Hürtgenwald 2001. ISBN 978-3-87646-095-6.
- Ärzte-Tode. Königshausen & Neumann, Würzburg 2005.
- Lexikon fremdsprachiger Schriftsteller-Ärzte. Peter Lang, Frankfurt am Main 2006.
- Das medizinische Dresden. Hellerau, Dresden 2009.
- Das heilkundige Sachsen. Hellerau, Dresden 2011.
- Asklepios trifft Kalliope. Medizinisch-literarische Begegnungen. WiKu, Köln 2014.
- Dresdner Ärzte des 20. Jahrhunderts. Historisch-biographisches Lexikon. Hille Verlag, Dresden 2015. ISBN 978-3-939025-61-0.
- Chirurgie in Dresden – Streiflichter ihrer Geschichte. Kaden Verlag, Heidelberg 2017. ISBN 978-3-942825-47-4.
- Im Dunstkreis der Macht. Chirurgen um Hitler. Chirurgische Allgemeine, 18. Jahrgang, 6. Heft (2017), S. 315–319.
- Skalpell und Feder: Unbekannte und vergessene Schriftsteller-Ärzte. Weißensee, Berlin 2018. ISBN 978-3-89998-247-3.
- Zugeeignet. Medizinhistorische und andere Erinnerungen aus fünf Jahrzehnten. Kaden Verlag, Heidelberg 2018. ISBN 978-3-942825-68-9.
- Chirurginnen. Kaden-Verlag, Heidelberg 2021, ISBN 978-3-942825-87-0.